# Tethina ferruginea
Tethina ferruginea är en tvåvingeart som beskrevs av Lamb 1914. Tethina ferruginea ingår i släktet Tethina och familjen Canacidae. Inga underarter finns listade i Catalogue of Life.